# Baptyści na Kubie
Baptyści na Kubie – ogół wiernych wyznających baptyzm – jedno z wyznań chrześcijańskich na terenie państwa Kuba.
Początki baptyzmu na Kubie sięgają roku 1883, za sprawą kubańskiego imigranta, który podczas swego pobytu w Stanach Zjednoczonych związał się z południowymi baptystami. Konwencja baptystyczna zachodniej Kuby ma korzenie w roku 1898 i pracy misyjnej Południowej Konwencji Baptystów. Natomiast Konwencja baptystyczna wschodniej Kuby powstała rok później, w roku 1899 za sprawą amerykańskiego międzynarodowego duszpasterstwa baptystycznego.

## Współczesność
Obecnie na Kubie istnieją cztery unie baptystyczne. Dwie główne: Konwencja Baptystyczna Wschodniej Kuby oraz Konwencja Baptystyczna Zachodniej Kuby, a także dwie mniejsze: Stowarzyszenie Kościołów Baptystycznych na Kubie oraz Konwencja Baptystów Wolnej Woli na Kubie. Łącznie liczą ok. 80 tysięcy członków i ok. 250 tysięcy wiernych w 1294 zborach.
Wszystkie cztery są zrzeszone w Światowym Związku Baptystycznym.